# Sisyrinchium sarmentosum
Sisyrinchium sarmentosum är en irisväxtart som beskrevs av Wilhelm Nikolaus Suksdorf och Edward Lee Greene. Sisyrinchium sarmentosum ingår i släktet gräsliljor, och familjen irisväxter. Inga underarter finns listade i Catalogue of Life.